# نوکر (نظامی)
نوکر عضو گروهی از نظامیان در ارتش های مغولی و ترک قرون وسطی بود. کلمه nöker در زبان مغولی به معنای "رفیق" است.
نوکرها توسط یک رهبر رهبری می شدند و به رهبر خود وفادار بودند. این روابط مادام العمر ادامه داشت. به نوبه خود، رهبر مسئول حفظ ثروت نوکرها بود. مورخ Halil İnalcık رابطه نوکر را با ستایش یا ادای احترام ارتش های قرون وسطی در اروپا قابل مقایسه می داند. 

## نظامیان مغول
نوکرها عناصر مهمی در ارتش مغول بودند، اما برای انجام وظایف غیر نظامی نیز خدمت می کردند. به عنوان مثال، مونگکه خان، خان بزرگ امپراتوری مغول ( حک. 1251–1259 )، نوکران خود را مأمور جمع آوری مالیات و وکالت کرد. گاهی نوکرها به عنوان فرماندار مناطق تازه فتح شده منصوب می شدند. جز در مواردی که وظایفی به آنها محول می شد، همیشه رهبر خود را همراهی می کردند. 

## سلجوقیان آناتولی
پس از تجزیه امپراتوری مغول، سیستم نوکری توسط دولت های ترک ادامه یافت. مفهوم نوکر در این دولت ها تفاوت چندانی با نوکر در حکومت مغول ها نداشت. آنها رهبر خود را در جنگ و صلح همراهی می کردند. گاه نیز به عنوان فرماندار محلی انجام وظیفه می کردند. به عنوان مثال، بنیانگذاران بیلیک های کارسی و ساروهان در ابتدا نوکران مسعود دوم از سلجوقیان آناتولی بودند.

## امپراطوری عثمانی
در سال های اولیه بیلیک های عثمانی (قبل از استقلال)، عثمان اول یکی از چندین غازی بود. اما، پس از حملات موفقیت آمیز او به قلمرو امپراتوری بیزانس، او رهبر شد و غازی های همکارش نوکران او شدند. نوکران او در ابتدا غازی های ترکمن بودند. اما برخی از سربازان بیزانسی به اسلام گرویدند و در میان آنها برخی نیز نوکری عثمان را برگزیدند. Köse Mihal یک نمونه شناخته شده بود.  سیستم نوکر در امپراتوری عثمانی در قرن شانزدهم پایان یافت. 